# Mean Woman Blues
Singles de Elvis Presley
(Let Me Be Your) Teddy Bear
(1957) Loving You
(1957)
Singles de Roy Orbison
Falling
(1963) Pretty Paper
(1963)
Mean Woman Blues est une chanson initialement interprétée par Elvis Presley dans le film Amour frénétique (anglais : Loving You) sorti en 1957. Elle est aussi sortie sur l'album d'Elvis Presley du même nom, Loving You, contenant la bande originale de ce film, et sur le super 45 tours Loving You Vol. II. Au Canada elle est également sortie en single.
En septembre de la même année, Jerry Lee Lewis a sorti sa version.
La chanson a aussi été notamment reprise par Roy Orbison. Sa version, produite par Fred Foster, est sortie en single chez Monument Records six ans plus tard, en 1963. Vic Laurens l'enregistre en 1963 sous label Mercury, titre en français :Te Voici, paroles de Ralph Bernet.

## Composition
La chanson est écrite par Claude Demetrius (en).